# 腺房杜鹃
腺房杜鹃（学名：Rhododendron adenogynum），为杜鹃花科杜鹃花属下的一个植物种。